# Ipulo
Die Sprache Ipulo (auch assumbo, asumbo, badzumbo; ISO 639-3: ass) ist eine von 17 tivoiden Sprachen innerhalb der Sprachgruppe der südbantoiden Sprachen und wird von insgesamt 2.500 Personen in der Kameruner Region Südwesten gesprochen.
Die Dialekte des Ipulo sind olulu, tinta und etongo. Viele Sprecher des Ipulo verwenden als Zweitsprachen auch das Kameruner Pidginenglisch [wes], Eman [emn] und das Caka [ckx], wobei das Englische in letzter Zeit zunehmend an Boden gewinnt.